# Битва при Егварде
Битва при Егварде — последнее крупное сражение турецко-персидской войны (1730—1736), в котором главная османская армия на Кавказе под командованием Кёпрюлю-паши была полностью разгромлена авангардом армии Надир-шаха. Полный разгром турецких войск привёл к капитуляции ряда осажденных персами турецких крепостей, потерявших надежду на спасение. Эта битва — одна из самых впечатляющих в карьере Надир-шаха, в ней он смог разбить силы в 4—5 раз многочисленнее собственных, чем укрепил свою репутацию военного гения.

## Предыстория
Кавказский театр боевых действий, наряду с месопотамским, был одним из ключевых регионов, где Османская и Персидская империи боролись за гегемонию на протяжении большей части раннего Нового времени. Распад государства Сефевидов в течение 1720-х годов из-за нашествия афганцев из династии Хотаки дал османам возможность не только захватить персидские владения на Кавказе, но и расширить свои границы вглубь самой западной части Ирана. После успешных кампаний Надира в Западной Персии и Османском Ираке западная граница Персидской империи была вновь безопасной. Однако на севере османы не собирались возвращать персам территории и направили новую армию во главе с Кёпрюлю-пашой, чтобы обеспечить сохранение Кавказа под властью Османской империи.
3 ноября 1734 года Надир прибыл к воротам Гянджи после покорения Ширвана, захватив его столицу Шамаху в августе 1734 года. Укрепления Гянджи настолько впечатлили Надира, что он принял решение об осаде города. Оставив часть своей армии около Гянджи, он двинулся на запад, где осадил Тифлис и Ереван. Абдулла Кёпрюлю-паша вышел из Карса с армией из 50000 всадников-сипахов, 30000 пехоты (янычар) и 40 орудий, чтобы найти и привлечь основные силы Надира с целью изгнания персов из региона (современные источники дают цифру в 120000 османских солдат).
Когда новость о походе Кёпрюлю-паши через броды реки Арпачай достигла Надира, персидский полководец, по данным армянского летописца Авраама Критского, сказал своим офицерам: «слава Богу, я так долго ждал этого момента» — и немедленно двинулся навстречу туркам с авангардом из 15,000-18,000 солдат. В ту же ночь Надир разбил лагерь на возвышенности с видом на равнину у Егварда.

## Битва
Узнав о близости войск Надира, а также малочисленности его солдат, Кёпрюлю-паша ускорил свою армию, надеясь разгромить Надира до подхода его основных сил. Надер, вместо того, чтобы отступить к своей основной армии, начал развертывать авангард на равнине. Битва началась в 2 часа дня: Надир, развернув засадный контингент войск в близлежащем лесу, повел 3000 солдат вниз к долине, привлекая на себя внимание турок огнем из мушкетов.
Турки, находившиеся в процессе развертывания значительного числа своих орудий на гребне небольшого холма, были застигнуты врасплох, когда Надир в агрессивном маневре направил 2-3,000 своих элитных мушкетеров (Jazāyerchi), чтобы захватить холм. Османы были отогнаны от холма, и их артиллерийские орудия были захвачены, что посеяло смятение среди османских солдат, которые были свидетелями той легкости, с которой их орудия попали в руки противника уже на начальном этапе боя.
Надир в этот момент послал вперед ещё один полк, чтобы нейтрализовать другую группу османской артиллерии на левом фланге, после чего отдал приказ выдвинуться в сторону врага своему центру. Артиллерия Надира была усилена 500 замбураками — легкими пушками, установленными на верблюдах. Хотя замбураки были чрезвычайно уязвимы, именно они сыграли решающую роль в сражении, подавив в маневренной атаке турецкую артиллерию.
Теперь персидская артиллерия вступила в бой, поддерживая продвижение центра в самом сердце османской линии и атаку замбураков. Натиск персов был столь силен, что центр османов дрогнул и побежал. В целом персидские пушки дали более 300 залпов, не считая выстрелов замбураков, в то время как османские пушки выстрелили всего дважды или трижды, прежде чем замолчать на оставшуюся часть боя.
В этот критический для турок момент Надир дал приказ своему засадному контингенту атаковать левый фланг смятенных турок. Этот манёвр превратил замешательство турок в стремительное бегство. Надир во главе 1000 всадников организовал преследование бегущего противника.
Кёпрюлю-паша во время турецкого бегства был сбит с коня персидским солдатом по имени Ростам, который обезглавил его и доставил трофей в лагерь Надир-шаха. Многие другие высокопоставленные османские генералы были убиты, а бегущих турок персы истребляли вплоть до реки Арпачай. Масштаб бойни был столь велик, что даже сам Надир писал впоследствии (с небольшим преувеличением), что «мы устроили скотобойню для всех янычар, подавляющее число османской кавалерии… почти все из них были убиты, по милости Божией».
Поражение турок при Егварде было настолько полным, что лишь 8000 солдат смогли вернуться в Карс (из вышедших из города в начале похода 80000). Персидские потери были незначительными.
Сам Надир в письме к князю Голицыну утверждал, что «никогда ни в одной из моих войн я не был столь удачлив», и даже приказал возвести монумент на холме, на котором стоял его лагерь в ночь перед битвой. Стратегические последствия сражения сразу прокатились по всему Кавказу: Гянджа и Тифлис капитулировали, хотя Ереван держался, пока Надир не пересек Арпачай для осады Карса.

## Последствия

### События в Европе
Ободренный катастрофическим поражением османов от Надира, под предлогом, что армия крымских татар нарушила суверенитет России, следуя берегом Чёрного моря, чтобы присоединиться к армии Кёпрюлю-паши, Петербург вскоре начал военные операции против Османской империи, в конце концов захватив Азов. Австрия также выбрала этот момент, чтобы одновременно вступить в войну против Стамбула, однако не разделила успех своих российских союзников и потерпела в 1739 году катастрофическое поражение при Гроцке в Сербии.

### Надир отправляется на север
После самой успешной кампании на тот момент Надир-шах задержался в регионе для назначения губернаторов в своих вновь приобретенных городах, после чего отправился против лезгин на север, в Дагестан. Татары, которые прошли весь путь из Крыма, получив известие о гибели Кёпрюлю-паши и разгроме его армии, поспешили обратно на север вдоль побережья Чёрного моря. Лезгины же оказались гораздо более серьезным противником, чем ожидал Надир, особенно с приходом зимних снегов на горные перевалы северного Дагестана. Лезгинский лидер потерпел поражение в июне 1736 года и бежал к аварам со многими из своих подданных, которые в итоге заключили мир с Надиром. После усмирения Кавказа сам Надир отбыл в Персию, где сверг шаха и основал свою собственную династию.